# Nada Bobinsky
Nada Bobinsky bila je hrvatska hazenašica. Igrala je za jugoslavensku reprezentaciju s kojom je osvojila zlatno odličje na SP-u u Londonu. U završnoj je utakmici bila najboljim strijelcem svog sastava.
Bila je članicom zagrebačke Concordije. Radila je kao službenica.